# پانمونجوم
پانمونجوم (به لاتین: Panmunjom) یک منطقهٔ مسکونی در کره شمالی است که در استان هوانگهائه شمالی واقع شده‌است.